# Felipe Padilla Cardona
Felipe Padilla Cardona (* 1. Mai 1945 in León de los Aldama) ist ein mexikanischer Geistlicher und emeritierter römisch-katholischer Bischof von Ciudad Obregón.

## Leben
Felipe Padilla Cardona empfing am 10. Juni 1973 die Priesterweihe.
Papst Johannes Paul II. ernannte ihn am 15. Februar 1992 zum Bischof von Huajuapan de León. Die Bischofsweihe spendete ihm der Apostolische Nuntius in Mexiko, Girolamo Prigione, am 17. März desselben Jahres; Mitkonsekratoren waren Rosendo Huesca Pacheco, Erzbischof von Puebla de los Ángeles, Puebla, und Anselmo Zarza Bernal, Bischof von León.
Am 26. August 1996 ernannte ihn der Papst zum Koadjutorbischof von Tehuantepec. Mit der Emeritierung Arturo Lona Reyes’ folgte er diesem am 25. November 2000 im Amt des Bischofs von Tehuantepec nach. Am 1. Oktober 2009 wurde er zum Bischof von Ciudad Obregón ernannt und am 4. November desselben Jahres in das Amt eingeführt.
Papst Franziskus nahm am 15. September 2020 seinen altersbedingten Rücktritt an.